# Zur Kerze
Die Künstlerkneipe Zur Kerze war ursprünglich ein Ausstellungsraum Bonner Künstler in der Südstadt in der Königstraße 25–27. Gegründet in den Nachkriegsjahren, existierte das Lokal rund 50 Jahre lang bis 1998.
Emmy Meurer, die zweite Frau des Bonner Malers Ernst Meurer, beantragte bei der Stadtverwaltung eine Ausschankkonzession und machte ab 1951 aus der Galerie einen Treffpunkt der gesamten „Kunst-Szene“ im Bonner Raum. Hier saßen bei Kerzenschein manchmal bis früh um 5 Uhr unter anderem die Donnerstag-Gesellschaft, Kunsthistoriker um Heinrich Lützeler, Theaterleute um den Intendanten Karl Pempelfort, Museumsleute um den Direktor der städtischen Kunstsammlung Walter Holzhausen, der Journalist Antonius John und interessierte Bürger, Studenten sowie Kommunal- und Bundespolitiker zusammen.
Ab 1980 übernahm das Lokal der Gastronom Roland Korndörfer. Er führte die Tradition wechselnder Ausstellungen begabter junger Maler bis zur Schließung 1998 weiter fort.